# Resolutie 44 Veiligheidsraad Verenigde Naties
Resolutie 44 van de Veiligheidsraad van de Verenigde Naties werd aangenomen op de 277e zitting van de Raad op 1 april 1948. Het was de tweede van twee resoluties die dag. De stemming verliep negen tegen nul met twee onthoudingen van Oekraïne en de Sovjet-Unie. De Veiligheidsraad vroeg dat een speciale zitting van de Algemene Vergadering van de Verenigde Naties zich opnieuw over het toekomstige bestuur van het Mandaatgebied Palestina zou buigen.

## Achtergrond
Nadat Palestina na meer dan twintig jaar onder Brits bestuur in 1939 uitzicht op zelfstandigheid kreeg, beslisten de Verenigde Naties in 1947 dat het gebied moest worden opgedeeld in een Arabische en een Joodse staat. Dat gebeurde met resolutie 181.
De Arabische wereld wees dit van de hand en er ontstond een burgeroorlog. De Joodse minderheid haalde hierin de bovenhand en veroverde het merendeel van het land.
De VN-Veiligheidsraad vroeg in resolutie 42 om de onregelmatigheden een halt toe te roepen.

## Inhoud
De Veiligheidsraad had resolutie 181 van de Algemene Vergadering ontvangen op 9 december 1947, en het eerste en tweede maandelijkse rapport en het eerste speciale rapport over de veiligheid in Palestina van de Palestijnse Commissie van de VN beschouwd.
Op 5 maart had de Veiligheidsraad zijn permanente leden om consultatie gevraagd (zie resolutie 42). De rapporten van deze consultaties waren ook beschouwd.
Secretaris-generaal Trygve Lie werd verzocht om een speciale sessie van de Algemene Vergadering te houden, om over het toekomstige bestuur van Palestina te beslissen.

## Verwante resoluties
- Resolutie 181 Algemene Vergadering Verenigde Naties over de creatie van twee staten in het te beëindigen mandaatgebied Palestina.
- Resolutie 42 Veiligheidsraad Verenigde Naties vroeg de ongeregeldheden te stoppen.
- Resolutie 43 Veiligheidsraad Verenigde Naties riep op tot een bestand en de staking van het geweld.
- Resolutie 46 Veiligheidsraad Verenigde Naties riep de strijdende partijen op het geweld te stoppen en een bestand te sluiten.

Lijst ·  38 ·  39 ·  40 ·  41 ·  42 ·  43 ·  44 ·  45 ·  46 ·  47 ·  48 ·  49 ·  50 ·  51 ·  52 ·  53 ·  54 ·  55 ·  56 ·  57 ·  58 ·  59 ·  60 ·  61 ·  62 ·  63 ·  64 ·  65 ·  66